# Amdo, Nagchu
Amdo är ett härad (dzong) som lyder under prefekturen Nagchu i Tibet-regionen i sydvästra Kina. Det ligger omkring 300 kilometer norr om regionhuvudstaden Lhasa.